# Miguel 'Pilo' Gaspar
Miguel Gaspar (19 de septiembre de 1929 Empalme Sonora - 22 de julio de 2012, Guadalajara Jalisco) también conocido como “Pilo Gaspar”, jugó como receptor de béisbol profesional, derecho, jugó 20 temporadas, de 1950 a 1969 para .282 de porcentaje de bateo con 1,449 hits en 4,050 juegos, donde 2,350 juegos fueron en ligas de verano y 1,700 en invierno. Dirigió varios equipos en la Liga Mexicana de Béisbol. El apodo de “Pilo” viene desde niño, cuando pedía su “pilón” en la tienda cuando compraba dulces al tendero.

## Liga Mexicana del Pacífico
Debutó en ésta liga cuando tenía el nombre de Liga Costa del Pacífico, el 18 de abril de 1948 con los Ostioneros de Guaymas estando con ellos por 8 temporadas. Después migró a los Mayos de Navojoa y Naranjeros de Hermosillo. Conectó 503 hits y .262 de promedio de bateo. 

## Ligas Menores en Estados Unidos
Jugó de 1950 a 1958 en ligas menores de los Estados Unidos en sucursales de Orioles (3) y Dodgers (1), Austin, San Antonio y Laredo Texas (1951), con quien bateó 4 cuadrangulares en un juego en la Liga Río Grande Valley.

## Liga Mexicana de Béisbol
Debutó en 1951 con Tecolotes de Nuevo Laredo, El Águila de Veracruz, (10 temporadas) y Leones de Yucatán, Diablos Rojos del México (1966), Unión Laguna (1970, 1971), Alijadores de Tampico y (4 temporadas) con los Dorados de Chihuahua. 

## Serie del Caribe
Participó en 1971 en Puerto Rico como parte del equipo de Naranjeros donde fueron campeones y participaron los 3 grandes receptores mexicanos: “Paquín” Estrada como receptor, Sergio “Kalimán” Robles en el jardín izquierdo y Miguel Pilo Gaspar en tercera base, siendo dirigidos por Maury Wills.
 

Pilo era muy amigo de Héctor Espino, y Pilo le bromeaba diciéndole:
“Tú habrás pegado muchísimos jonrones, pero nunca pegaste cuatro como yo lo hice en la Liga de Texas.

## Reconocimientos y récords
- Obtuvo el nombramiento de Novato del año en 1949 con Ostioneros de Guaymas
- Es elegido como receptor de la novena ideal 1965 y 1967 por el G500.[1]
- Fue elegido miembro del Salón de la Fama del Béisbol Mexicano en 1994.[4]
- Es el receptor con más juegos sin cometer error con 80 en 1965
- Receptor con más lances consecutivos sin error con 404 con Águilas de Veracruz para 365 outs y 39 asistencias.
- Guante de Plata con .998 en las ligas menores
- Disparó 4 cuadrangulares en un solo partido.[5]

## Últimos años.
En 1969 debutó como manejador con los Rieleros de Empalme. En 1974 dirigió a Guaymas aún, siendo activo como jugador. En 1975 fue manejador de los Dorados de Chihuahua, y posteriormente de Venados de Mazatlán.

## Vida Familiar
Se casó con Raquel Bojórquez, y tuvieron como hijos a Leticia, Rodrigo, y Miguel. Falleció a los 83 años. 